# 缘州
缘州，中国隋朝时设置的州。
开皇十八年（598年）以简州改名，治所在宁浦县（今广西壮族自治区横县南、郁江南岸）。辖境相当今广西壮族自治区横县一带。大业二年（606年）废。